# 圣若昂-杜索特尔
圣若昂-杜索特尔是巴西马拉尼昂州的一个市镇。总面积1438.02平方公里，总人口16891人，人口密度11.7人/平方公里。